# Lusail

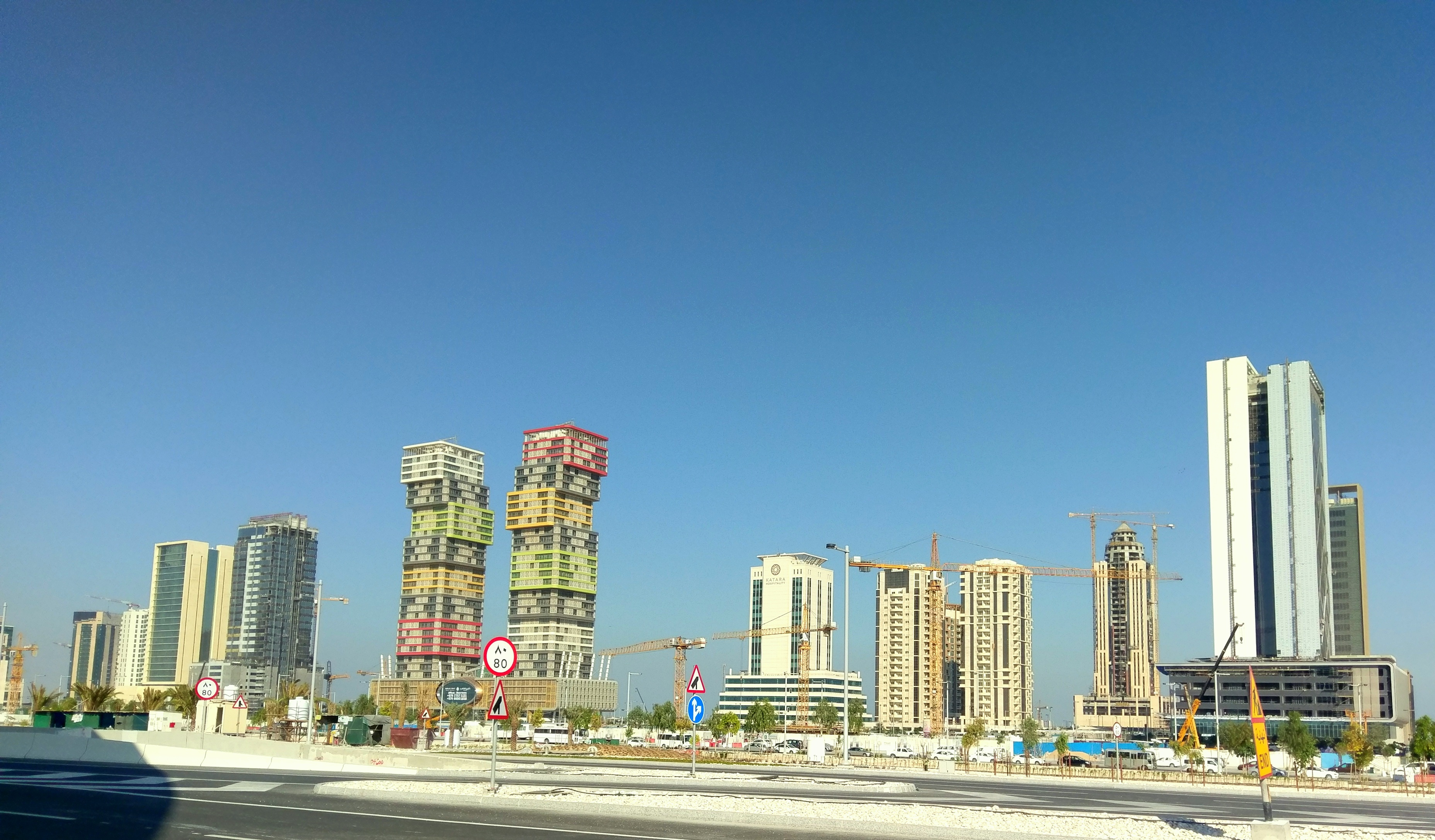
Lusail City in aanbouw.

Lusail is een geplande stad in Qatar. Lusail is gelegen aan de kust, 23 kilometer ten noorden van het stadscentrum van Doha. Lusail wordt gebouwd door Qatari Diar Real Estate Investment Company en Parsons Corporation.
In Lusail bevindt zich het Lusailstadion, met een capaciteit van meer dan 80.000 toeschouwers het grootste voetbalstadion van Qatar. Hier werden in 2022 verschillende wedstrijden van het wereldkampioenschap voetbal gespeeld.